# Emil Knoevenagel
Heinrich Emil Albert Knoevenagel (né le 18 juin 1865 à Hanovre; mort le 11 août 1921 à Berlin), est un chimiste allemand.

## Biographie
Il étudie la chimie à l'université de Hanovre, puis il est l'assistant de Victor Meyer tout d'abord à l'université de Göttingen puis à l'université de Heidelberg, où il passe son habilitation en 1892. Il est professeur à Heidelberg à partir de 1896.
Parmi ses sujets de recherche se trouve la synthèse d'hétérocycles azotés par condensation de 1,5-dicétone avec des amines. La synthèse de composés carbonylés alpha-béta insaturés, ou de composés équivalents, porte le nom de condensation de Knoevenagel (1896).